# 密技偷偷報
密技偷偷報是一本由PCuSER研究室著作的電腦雜誌，該刊創刊於2001年8月4日，由電腦人出版，內容由PCuSER研究室人員與外界電腦高手投稿，大部分是介紹好用軟體以及獨家的電腦技術。